# Всетин
Все́тин (чеш. Vsetín) — город в Злинском крае Чехии.
Население составляет 27 963 жителей на 31 декабря 2007 год.
Узел железных и автомобильных дорог. Развиты машиностроение, электротехническая (производство двигателей постоянного тока, синхронных генераторов, машин для обработки давления), стекольная и деревообрабатывающая (главным образом, мебельная) промышленность.
Впервые упоминается в XIV веке. Назван в честь основавшего в 1919 электротехнический завод (ныне TES VSETIN) Йозефа Соуседика.
Имеются замок XVIII века в стиле ренессанс (неоднократно перестраивался и утерял первоначальный облик), костёл в стиле барокко. Районный краеведческий музей. Всетин — исходный пункт многих туристических трасс, горнолыжный курорт.
Известен хоккейным клубом «Всетин».

## История
Первое упоминание о Всетине датируется 1297—1308 годами и описывает город Сеттайнц в долине реки Всетин Бечва с мельницей и церковью.

## Население
| 1869    | 1880    | 1890    | 1900    | 1910    | 1921    | 1930    | 1950    | 1961    |
| ------- | ------- | ------- | ------- | ------- | ------- | ------- | ------- | ------- |
| 5107    | ↗6061   | ↗7869   | ↗8869   | ↗10 123 | ↘9382   | ↗9727   | ↗16 625 | ↗18 213 |
| 1970    | 1980    | 1991    | 2001    | 2014    | 2016    | 2017    | 2018    | 2019    |
| ↗22 108 | ↗27 932 | ↗29 661 | ↘29 190 | ↘26 668 | ↘26 394 | ↘26 190 | ↘26 109 | ↘26 092 |
| 2020    | 2021    | 2021    | 2022    | 2023    | 2024    | 2025    |         |         |
| ↘25 974 | ↘25 782 | ↘24 958 | ↗25 226 | ↗25 393 | ↘25 255 | ↘25 185 |         |         |

## Зонирование
Всетин разделён на три части.

## Автономия
На муниципальных выборах 2018 года выиграл больше всего мандатов (5). На учредительном заседании местного совета 5 ноября 2018 года лидером христианских демократов Йиржи Ружичкой был избран мэром.

## Транспорт
Через Всетин проходит железная дорога 280 от Валашских Мезиржичи, одного из основных маршрутов, пересекающих Бескиды и соединяющего Чешскую Республику со Словакией, а здесь линия 282 поворачивает к Вельке Карловице, на территории Всетина железная дорога имеет одну станцию. В тех же трех направлениях есть также дороги через Всетин: дорога I / 57 из Валашске Мезиржичи через Всетин в Горни Лидеч, Дорога II/487 в направлении Велке Карловице, дополнительно Дорога I/69 в Визовице и другие второстепенные дороги.
Городское автобусное сообщение во Всетине и региональный транспорт в основном обеспечивается местной транспортной компанией ЧСАД-Всетин, членом группы ЧСАД-Инвест, чья основная база находится во Всетине.

## Спорт
В городе проживает шестикратный чемпион чешского хоккейного клуба экстралиги Всетин.

## Достопримечательности
Основная статья: Список памятников культуры Всетина

## Известные персоны
- Эрбан, Эвжен — политик; родился во Всетине.

## Города-побратимы
- Бытом, Польша
- Веллетри, Италия
- Мёдлинг, Австрия
- Стара Любовня, Словакия
- Фрайталь, Германия